# 长托菝葜
长托菝葜（学名：[Smilax ferox] 错误：{{Lang}}：文本有斜体标记（帮助））为百合科菝葜属下的一个种。

## 扩展阅读
維基物種上的相關：长托菝葜